# Stadsprijs Geraardsbergen 2006
De 75e editie van de Belgische wielerwedstrijd Stadsprijs Geraardsbergen werd verreden op 30 augustus 2006. De start en finish vonden plaats in Geraardsbergen. De winnaar was Bert Scheirlinckx, gevolgd door Gil Suray en Kenny Van Der Schueren.

## Uitslag
| Stadsprijs Geraardsbergen 2006 |                        |                                      |         |
| Plaats                         | Naam                   | Ploeg                                | Tijd    |
| Winnaar                        | Bert Scheirlinckx      | Jartazi-7Mobile                      | 3u 30'  |
| 2                              | Gil Suray              | geen                                 | z.t.    |
| 3                              | Kenny Van Der Schueren | Profel-Ziegler CT                    | z.t.    |
| 4                              | Steven De Neef         | Bodysol-Win for Life-Jong Vlaanderen | z.t.    |
| 5                              | Nicolas Baiolet        | geen                                 | z.t.    |
| 6                              | Jeroen Nietvelt        | Unibet-Davo                          | z.t.    |
| 7                              | Henk Vogels            | Davitamon-Lotto                      | +10"    |
| 8                              | Tony Bracke            | Yawadoo-Colba-ABM                    | +1' 55" |
| 9                              | Goswin Laplasse        | geen                                 | z.t.    |
| 10                             | Matti Helminen         | Profel-Ziegler CT                    | z.t.    |

1912 · 1913 · 1914–1926 · 1927 · 1928–1932 · 1933 · 1934 · 1935 · 1936 · 1937 · 1938 · 1939 · 1940 · 1941 · 1942 · 1943 · 1944 · 1945 · 1946 · 1947 · 1948 · 1949 · 1950 · 1951 · 1952 · 1953 · 1954 · 1955 · 1956 · 1957 · 1958 · 1959 · 1960 · 1961 · 1962 · 1963 · 1964 · 1965 · 1966 · 1967 · 1968 · 1969 · 1970 · 1971 · 1972 · 1973 · 1974 · 1975 · 1976 · 1977 · 1978 · 1979 · 1980 · 1981 · 1982 · 1983 · 1984 · 1985 · 1986 · 1987 · 1988 · 1989 · 1990 · 1991 · 1992 · 1993 · 1994 · 1995 · 1996 · 1997 · 1998 · 1999 · 2000 · 2001 · 2002 · 2003 · 2004 · 2005 · 2006 · 2007 · 2008 · 2009 · 2010 · 2011 · 2012 · 2013 · 2014 · 2015 · 2016 · 2017 · 2018 · 2019 · 2020 · 2021 · 2022